# Étang du jardin botanique de Tartu
L'étang du jardin botanique (en estonien : Tartu botaanikaaia tiik) est un etang situé dans le quartier Kesklinn à Tartu en Estonie.

## Description
L'étang est situé dans le jardin botanique de l'université de Tartu a l’adresse Lai tänav 38.
L'étang est un vestige des douves historiques. 
Il y a une petite île dans l'étang reliée par un ponceau.

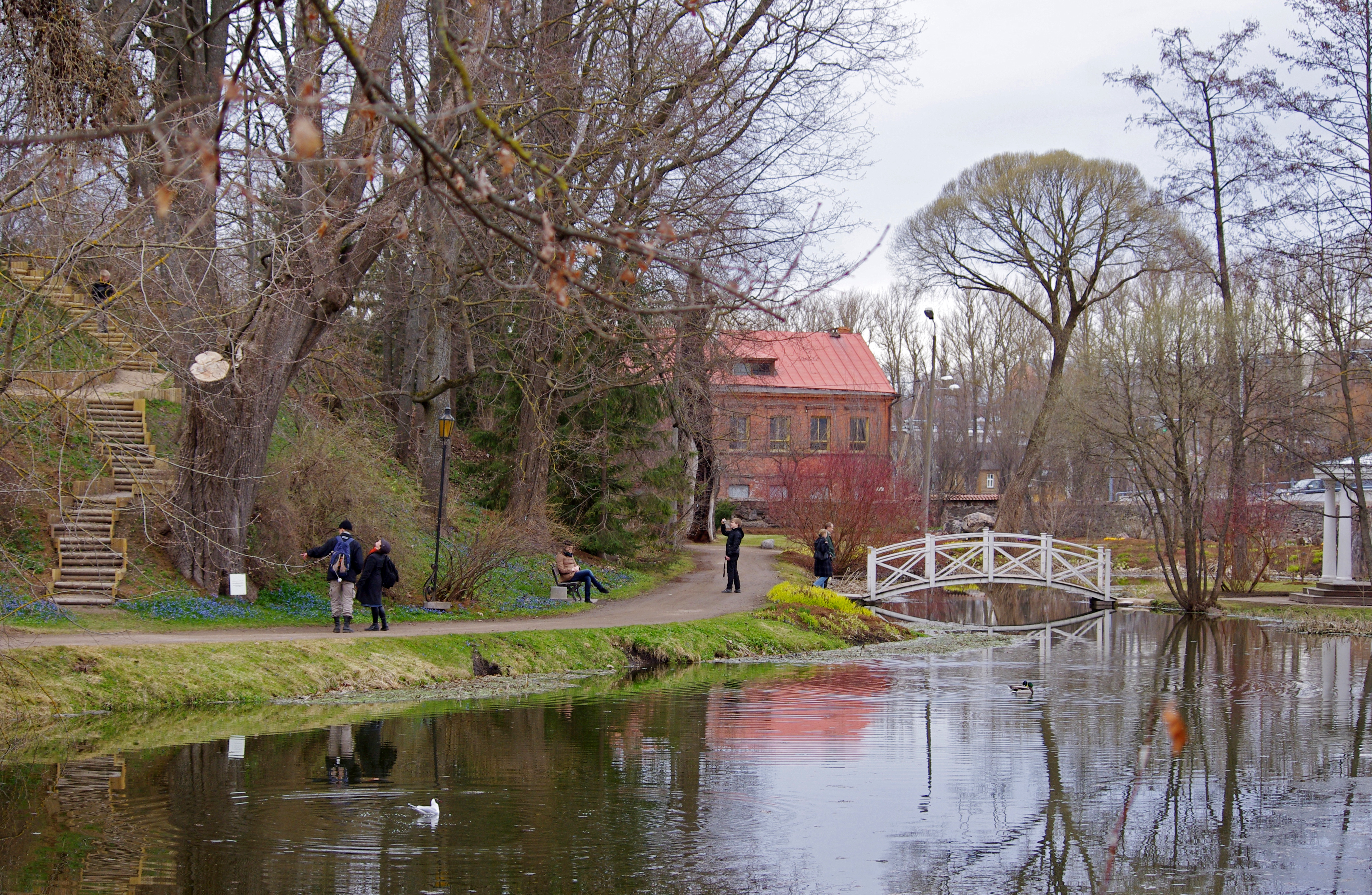
L'étang.

Des carassins vivent dans l’étang